# Homer aux mains d'argent
Homer aux mains d'argent (France) ou Le barbier de Springfield (Québec) (Homer Scissorhands)  est le 20e épisode de la saison 22 de la série télévisée Les Simpson.

## Synopsis
Alors que Lisa achève un portrait peint de Patty et Selma, Bart vient la déranger en gâchant son œuvre. Furieuse, elle lui jette sa palette de couleurs au visage mais celle-ci atterrit malencontreusement dans les cheveux de Patty, à cet instant endormie. Pour masquer leur méfait, ils font appel à leur père qui opte pour une coupe hasardeuse avec une cisaille. Fort heureusement, le résultat est éblouissant, si bien que Selma insiste pour qu’Homer la coiffe aussi.
Peu de temps après, ayant entendu parler de son étonnant savoir-faire, Lindsey Naegle se présente à son domicile en voulant à tout prix qu’il la coiffe. À la suite de cette visite, Homer décide d’ouvrir son propre salon de coiffure. Le succès est évidemment au rendez-vous, mais Homer ne pourra pas supporter très longtemps les commérages de ses clientes à longueur de journée. Sauf qu'une fois dans le métier, il est difficile de fermer boutique du jour au lendemain...
Pendant ce temps, Milhouse décide d’avouer ouvertement ses sentiments à Lisa. Cependant, si la jeune fille ne tombe pas sous le charme de sa déclaration, une autre élève nommée Taffy y est sensible. Milhouse et sa nouvelle petite amie sortent alors ensemble mais Lisa, jalouse, ne les lâchera plus d’une semelle...

## Réception
Lors de sa première diffusion le 8 mai 2011, l'épisode a réuni 5,52 millions de téléspectateurs.

## Références culturelles

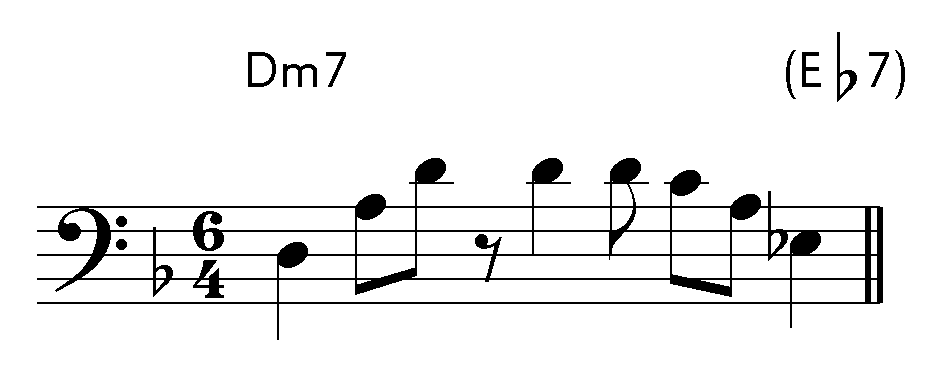